# Pikelinia fasciata
Pikelinia fasciata är en spindelart som först beskrevs av Banks 1902.  Pikelinia fasciata ingår i släktet Pikelinia och familjen Filistatidae. Inga underarter finns listade i Catalogue of Life.